# 다카라즈카 가극단 40기생
다카라즈카 가극단 40기생은 1953년에 다카라즈카 가극단에 입단하여, 『봄의 춤 -꽃의 다카라즈카- 』로 초무대를 밟은 64명을 가리킨다.

## 개요
이 기수에는 나치 와타루 (전 호시구미 남역 톱스타), 하마 유우코 (전 유키구미 톱여역 / 카가와 테루유키의 엄마), 후지사토 미호 (전 츠키구미 남역 톱스타), 아사도리 치호 (전 하나구미 남역 톱스타)가 입단하였다.

## 일람
| 예명              | 생일      | 출신지                | 출신 학교                    | 예명의 유래                                | 애칭           | 역할 | 퇴단년도 | 비고 |
| ----------------- | --------- | --------------------- | ---------------------------- | ------------------------------------------ | -------------- | ---- | -------- | --- |
| 葵光子            | 10월 31일 | 도쿄도                | 도쿄여학관                   |                                            | 와코짱         |      | 1956년   | |
| 아오이 미츠코     | 10월 31일 | 도쿄도                | 도쿄여학관                   |                                            | 와코짱         |      | 1956년   | |
| 暁秀美            | 11월 25일 | 도쿄도                | 이와사가쿠엔                 |                                            |                |      | 1969년   | |
| 아카츠키 히데미   | 11월 25일 | 도쿄도                | 이와사가쿠엔                 |                                            |                |      | 1969년   | |
| 安藝静            | 1월 23일  | 히로시마현            | 히지야마여자중학교           | 출신지 본명                                | 시-코          |      | 1957년   | 아키지 시즈카 (安藝路静)로 개명 |
| 아키 시즈카       | 1월 23일  | 히로시마현            | 히지야마여자중학교           | 출신지 본명                                | 시-코          |      | 1957년   | 아키지 시즈카 (安藝路静)로 개명 |
| 明宮ひすゐ        | 2월 1일   | 도쿄도                | 세이죠가쿠엔                 | 메이지신궁 어조가 좋은 좋아하는 보석 이름  | 타카에짱       |      | 1955년   | |
| 아키미야 히스이   | 2월 1일   | 도쿄도                | 세이죠가쿠엔                 | 메이지신궁 어조가 좋은 좋아하는 보석 이름  | 타카에짱       |      | 1955년   | |
| 麻鳥千穂          | 2월 10일  | 효고현                | 신와가쿠엔                   | 「신・헤이케모노가타리」의 등장인물        | 칸사마, 하자칸 | 남역 | 1970년   | |
| 아사도리 치호     | 2월 10일  | 효고현                | 신와가쿠엔                   | 「신・헤이케모노가타리」의 등장인물        | 칸사마, 하자칸 | 남역 | 1970년   | |
| 旭天女            | 1월 17일  | 아이치현              | 오니자키중학교               | 시라이 테츠조가 명명                       | 오츠노         |      | 1957년   | |
| 아사히 아마메     | 1월 17일  | 아이치현              | 오니자키중학교               | 시라이 테츠조가 명명                       | 오츠노         |      | 1957년   | |
| 旭比呂美          | 4월 21일  | 교토부 교토시         | 헤이안여학원                 |                                            | 치-짱          |      | 1958년   | 호타카 히로미 (穂高ひろみ)로 개명 |
| 아사히 히로미     | 4월 21일  | 교토부 교토시         | 헤이안여학원                 |                                            | 치-짱          |      | 1958년   | 호타카 히로미 (穂高ひろみ)로 개명 |
| 芦田千代美        | 4월 10일  | 히로시마현 후쿠야마시 | 마스카와가쿠엔               |                                            | 와타짱         |      | 1960년   | |
| 아시다 치요미     | 4월 10일  | 히로시마현 후쿠야마시 | 마스카와가쿠엔               |                                            | 와타짱         |      | 1960년   | |
| 飛鳥妙子          | 11월 14일 | 교토부 교토시         | 헤이안여자학원               | 카무라 키쿠오가 명명                       | お文さん       |      | 1962년   | |
| 아스카 타에코     | 11월 14일 | 교토부 교토시         | 헤이안여자학원               | 카무라 키쿠오가 명명                       | お文さん       |      | 1962년   | |
| 天乃小舟          | 3월 24일  | 아이치현              | 아다치가쿠엔                 | 백인일수                                   | 옷탄           | 남역 | 1961년   | |
| 아마노 오부네     | 3월 24일  | 아이치현              | 아다치가쿠엔                 | 백인일수                                   | 옷탄           | 남역 | 1961년   | |
| 有明月子          | 10월 10일 | 도쿄도                | 코난고등학교                 | 백인일수                                   | 코바           |      | 1960년   | 엄마 초대 아리마 츠키코 (7·8) |
| 아리아케 츠키코   | 10월 10일 | 도쿄도                | 코난고등학교                 | 백인일수                                   | 코바           |      | 1960년   | 엄마 초대 아리마 츠키코 (7·8) |
| 有馬そよ子        | 3월 23일  | 교토부                | 아시야고등여학교             |                                            | 에미           |      | 1965년   | 엄마 초대 아리마 소요코 (13) |
| 아리마 소요코     | 3월 23일  | 교토부                | 아시야고등여학교             |                                            | 에미           |      | 1965년   | 엄마 초대 아리마 소요코 (13) |
| 池辺洋子          | 5월 16일  | 교토부                | 도시샤여자                   |                                            | 요코, 케베     |      | 1960년   | 이케베 아키라 (池辺晶)로 개명 |
| 이케베 요코       | 5월 16일  | 교토부                | 도시샤여자                   |                                            | 요코, 케베     |      | 1960년   | 이케베 아키라 (池辺晶)로 개명 |
| 浮城美登里        | 1월 18일  | 히로시마현 미하라시   | 미하라고등학교               | 미하라 (출신지)・우키시로성에서 따옴       | 네지코         |      | 1957년   | |
| 우키시로 미도리   | 1월 18일  | 히로시마현 미하라시   | 미하라고등학교               | 미하라 (출신지)・우키시로성에서 따옴       | 네지코         |      | 1957년   | |
| 卯月かほる        | 1월 17일  | 오카야마현            | 오카야마시립케이자이고등학교 |                                            | 미하라짱       |      | 1960년   | |
| 우즈키 카오루     | 1월 17일  | 오카야마현            | 오카야마시립케이자이고등학교 |                                            | 미하라짱       |      | 1960년   | |
| 江波計子          |           |                       |                              |                                            |                |      | 1954년   | 에나미 케이코 (江那美計子)로 개명 |
| 에나미 케이코     |           |                       |                              |                                            |                |      | 1954년   | 에나미 케이코 (江那美計子)로 개명 |
| 岡園麻司          | 8월 20일  | 오카야마현 오카야마시 | 노트르담세이신여학원         | 시라이 테츠조가 명명                       | 보쿠짱         |      | 1955년   | |
| 오카소노 아사지   | 8월 20일  | 오카야마현 오카야마시 | 노트르담세이신여학원         | 시라이 테츠조가 명명                       | 보쿠짱         |      | 1955년   | |
| 音羽滝子          |           |                       |                              |                                            |                |      | 1957년   | 엄마 시라하마 사나미 (15) 이모 오토와 타키코 (10) 이모부 호리 세이키 |
| 오토와 타키코     |           |                       |                              |                                            |                |      | 1957년   | 엄마 시라하마 사나미 (15) 이모 오토와 타키코 (10) 이모부 호리 세이키 |
| 香雅美千代        | 3월 16일  | 효고현 아마가사키시   | 무코가와가쿠인               |                                            | 모리상         |      | 1954년   | |
| 카가 미치요       | 3월 16일  | 효고현 아마가사키시   | 무코가와가쿠인               |                                            | 모리상         |      | 1954년   | |
| 鏡三枝子          | 7월 20일  | 도쿄도                | 오오츠마가쿠엔               |                                            | 야마코짱       |      | 1959년   | |
| 카가미 미에코     | 7월 20일  | 도쿄도                | 오오츠마가쿠엔               |                                            | 야마코짱       |      | 1959년   | |
| 神島八千代        | 1월 7일   | 효고현                | 타츠미중학교                 | 아와지섬                                   | 아마짱         |      | 1961년   | |
| 카미시마 야치요   | 1월 7일   | 효고현                | 타츠미중학교                 | 아와지섬                                   | 아마짱         |      | 1961년   | |
| 如月美和子        | 2월 6일   | 이시카와현            | 아이센가쿠엔                 | 생월에서 따옴                              | 페코           | 여역 | 1972년   | |
| 키사라기 미와코   | 2월 6일   | 이시카와현            | 아이센가쿠엔                 | 생월에서 따옴                              | 페코           | 여역 | 1972년   | |
| 木谷まり          | 2월 21일  | 효고현 아시야시       | 효고현립아시야고등학교       | 시라이 테츠조가 명명                       | 킷짱           |      | 1959년   | |
| 키타니 마리       | 2월 21일  | 효고현 아시야시       | 효고현립아시야고등학교       | 시라이 테츠조가 명명                       | 킷짱           |      | 1959년   | |
| 京町くみこ        |           |                       |                              |                                            |                |      | 1953년   | |
| 쿄마치 쿠미코     |           |                       |                              |                                            |                |      | 1953년   | |
| 楠かをる          | 1월 24일  | 카나가와현 요코하마시 | 도시샤여자고등학교           | 쿠스노키 카호루에게 받음                   | 데코짱         |      | 1956년   | |
| 쿠스노키 카오루   | 1월 24일  | 카나가와현 요코하마시 | 도시샤여자고등학교           | 쿠스노키 카호루에게 받음                   | 데코짱         |      | 1956년   | |
| 紅千鶴            | 3월 5일   | 오사카부              | 라쿠호쿠고등학교             |                                            | 테코           |      | 1968년   | 타니 치즈루 (谷ちづる)로 개명 딸 아키소노 미오 (79) 엄마 초대 쿠레나이 치즈루 (13) 동생 치하루 쿄코 (43) 조카 마리사 히토미 (75)                                         |
| 쿠레나이 치즈루   | 3월 5일   | 오사카부              | 라쿠호쿠고등학교             |                                            | 테코           |      | 1968년   | 타니 치즈루 (谷ちづる)로 개명 딸 아키소노 미오 (79) 엄마 초대 쿠레나이 치즈루 (13) 동생 치하루 쿄코 (43) 조카 마리사 히토미 (75)                                         |
| 恒月まさみ        | 8월 2일   | 교토부 교토시         | 카미쿄중학교                 |                                            | 마-짱          |      | 1957년   | 남편 복화술사 카와카미 노보루 |
| 코우즈키 마사미   | 8월 2일   | 교토부 교토시         | 카미쿄중학교                 |                                            | 마-짱          |      | 1957년   | 남편 복화술사 카와카미 노보루 |
| 紫野ひかる        | 1월 3일   | 아이치현 나고야시     | 킨죠가쿠인                   | 아버지가 명명                              | 토모짱         |      | 1958년   | |
| 시노 히카루       | 1월 3일   | 아이치현 나고야시     | 킨죠가쿠인                   | 아버지가 명명                              | 토모짱         |      | 1958년   | |
| 東雲暁美          | 12월 7일  | 교토부                | 모모야마중학교               |                                            | 오스기         |      | 1967년   | |
| 시노노메 아케미   | 12월 7일  | 교토부                | 모모야마중학교               |                                            | 오스기         |      | 1967년   | |
| 白川楓            | 9월 9일   | 효고현                | 고베쇼인여자학원             | 시라카와 아츠시가 명명                     | 마메다         |      | 1956년   | |
| 시라카와 카에데   | 9월 9일   | 효고현                | 고베쇼인여자학원             | 시라카와 아츠시가 명명                     | 마메다         |      | 1956년   | |
| 銀みすゞ          | 12월 26일 | 고치현 고치시         | 츠이테마에고등학교           |                                            | 이쿠짱         |      | 1956년   | |
| 시로가네 미스즈   | 12월 26일 | 고치현 고치시         | 츠이테마에고등학교           |                                            | 이쿠짱         |      | 1956년   | |
| 須磨かるも        | 5월 28일  | 효고현 고베시         | 고베쇼인여자학원             |                                            | 세츠짱         |      | 1955년   | 오오에 치사토 (大江千里)로 개명 |
| 스마 카루모       | 5월 28일  | 효고현 고베시         | 고베쇼인여자학원             |                                            | 세츠짱         |      | 1955년   | 오오에 치사토 (大江千里)로 개명 |
| 千羽鶴            | 7월 3일   | 도쿄도                | 도쿄가정학원                 | 카와바타 야스나리 작품명으로 선생님이 명명 | 치야코상       |      | 1955년   | |
| 센바 츠루         | 7월 3일   | 도쿄도                | 도쿄가정학원                 | 카와바타 야스나리 작품명으로 선생님이 명명 | 치야코상       |      | 1955년   | |
| 高岡奈千子        | 2월 5일   | 오사카부              | 사쿠라즈카고등학교           | 시라이 테츠조가 명명                       | 키-보          |      | 1958년   | 통역 회사 경영 남편 하시즈메 이사오 |
| 타카오카 나치코   | 2월 5일   | 오사카부              | 사쿠라즈카고등학교           | 시라이 테츠조가 명명                       | 키-보          |      | 1958년   | 통역 회사 경영 남편 하시즈메 이사오 |
| 高嶺妙子          | 12월 7일  | 후쿠오카현            | 덴슈칸고등학교               | 고킨슈                                     | 무쿠짱         |      | 1962년   | 타마키 요시코 (玉輝美子)로 개명 |
| 타카네 타에코     | 12월 7일  | 후쿠오카현            | 덴슈칸고등학교               | 고킨슈                                     | 무쿠짱         |      | 1962년   | 타마키 요시코 (玉輝美子)로 개명 |
| 珠里明世          | 8월 1일   | 효고현 고베시         | 카이세이여자학원             |                                            | 노노           |      | 1954년   | |
| 타마자토 아키요   | 8월 1일   | 효고현 고베시         | 카이세이여자학원             |                                            | 노노           |      | 1954년   | |
| 秩父美保子        | 8월 16일  | 효고현                | 아시야여자고등학교           | 자기가 고안                                | 논논           |      | 1966년   | 마츠다이라 미호 (松平三保)로 개명 언니 스미 하나요 (35) 딸 마츠다이라 루비 (74) 남편 무용가 코이도 슈타쿠 형부 타카시마 타다오 조카 타카시마 마사히로・타카시마 마사노부 |
| 치치부 미호코     | 8월 16일  | 효고현                | 아시야여자고등학교           | 자기가 고안                                | 논논           |      | 1966년   | 마츠다이라 미호 (松平三保)로 개명 언니 스미 하나요 (35) 딸 마츠다이라 루비 (74) 남편 무용가 코이도 슈타쿠 형부 타카시마 타다오 조카 타카시마 마사히로・타카시마 마사노부 |
| 千尋聖子          | 7월 26일  | 효고현 니시노미야시   | 하마와키중학교               |                                            | 야에짱         |      | 1960년   | |
| 치히로 세이코     | 7월 26일  | 효고현 니시노미야시   | 하마와키중학교               |                                            | 야에짱         |      | 1960년   | |
| 筑紫野千鶴        | 4월 4일   | 후쿠오카현 후쿠오카시 | 치쿠시죠가쿠엔고등학교       |                                            | 오츠우, 키미짱 |      | 1957년   | |
| 츠쿠시노 치즈루   | 4월 4일   | 후쿠오카현 후쿠오카시 | 치쿠시죠가쿠엔고등학교       |                                            | 오츠우, 키미짱 |      | 1957년   | |
| 時凡子            | 1월 9일   | 교토부                | 도시샤여자고등학교           |                                            | 본고           | 여역 | 1960년   | |
| 토키 미나코       | 1월 9일   | 교토부                | 도시샤여자고등학교           |                                            | 본고           | 여역 | 1960년   | |
| 那智わたる        | 10월 20일 | 오사카부 오사카시     | 쇼인고등학교                 | 나치 폭포에서 따옴                         | 마루           | 남역 | 1968년   | 배우 남편 전 자민당 중의원 의원 겸 전 우정대신 사토 분세이 |
| 나치 와타루       | 10월 20일 | 오사카부 오사카시     | 쇼인고등학교                 | 나치 폭포에서 따옴                         | 마루           | 남역 | 1968년   | 배우 남편 전 자민당 중의원 의원 겸 전 우정대신 사토 분세이 |
| 夏ノ宮千世子      | 12월 21일 | 오사카부 오사카시     | 오사카쇼인고등학교           |                                            | 이토짱         | 여역 | 1962년   | |
| 나츠노미야 치요코 | 12월 21일 | 오사카부 오사카시     | 오사카쇼인고등학교           |                                            | 이토짱         | 여역 | 1962년   | |
| 浪路美帆          | 6월 7일   | 나라현                | 소우아이여학원               | 어머니가 명명                              | 놋짱           |      | 1960년   | 언니 미후네 쿄코 (40) |
| 나지미 미호       | 6월 7일   | 나라현                | 소우아이여학원               | 어머니가 명명                              | 놋짱           |      | 1960년   | 언니 미후네 쿄코 (40) |
| 花乃千春          | 10월 11일 | 효고현                | 세이토쿠가쿠엔               | 숙부가 명명                                | 치카라         |      | 1966년   | |
| 하나노 치하루     | 10월 11일 | 효고현                | 세이토쿠가쿠엔               | 숙부가 명명                                | 치카라         |      | 1966년   | |
| 浜木綿子          | 10월 31일 | 도쿄도 메구로구       | 바이카가쿠엔                 | 호리 세이키가 명명                         | 아츠코         | 여역 | 1961년   | 동생 하마 유리코 (47) 아들 배우 카가와 테루유키 |
| 하마 유우코       | 10월 31일 | 도쿄도 메구로구       | 바이카가쿠엔                 | 호리 세이키가 명명                         | 아츠코         | 여역 | 1961년   | 동생 하마 유리코 (47) 아들 배우 카가와 테루유키 |
| 藤里美保          | 2월 5일   | 효고현고베시          | 세이토쿠가쿠엔               | 상급생이 명명                              | 오소노         | 남역 | 1964년   | |
| 후지사토 미호     | 2월 5일   | 효고현고베시          | 세이토쿠가쿠엔               | 상급생이 명명                              | 오소노         | 남역 | 1964년   | |
| 藤ノ也久子        | 2월 2일   | 교토부 교토시         | 도시샤여자고등학교           | 시라이 테츠조가 명명                       | 히사에짱       |      | 1960년   | 후지노야 히사에 (藤ノ也久恵)로 개명 |
| 후지노야 히사코   | 2월 2일   | 교토부 교토시         | 도시샤여자고등학교           | 시라이 테츠조가 명명                       | 히사에짱       |      | 1960년   | 후지노야 히사에 (藤ノ也久恵)로 개명 |
| 松島明美          | 1월 1일   | 카나가와현 후지사와시 | 쇼난시라유리가쿠엔 중학부    |                                            | 케이코, 아히루 | 남역 | 1962년   | 마츠시마 미나코 (松島三那子)로 개명 |
| 마츠시마 아케미   | 1월 1일   | 카나가와현 후지사와시 | 쇼난시라유리가쿠엔 중학부    |                                            | 케이코, 아히루 | 남역 | 1962년   | 마츠시마 미나코 (松島三那子)로 개명 |
| 操みどり          |           |                       |                              |                                            |                |      | 1957년   | |
| 미사오 미도리     |           |                       |                              |                                            |                |      | 1957년   | |
| 御所さくら        | 3월 14일  | 교토부 교토시         | 타카노중학교                 | 교토에서 따서 부모님이 명명                | 준짱           |      | 1953년   | |
| 미도코로 사쿠라   | 3월 14일  | 교토부 교토시         | 타카노중학교                 | 교토에서 따서 부모님이 명명                | 준짱           |      | 1953년   | |
| 南路洋子          | 12월 9일  | 사이타마현 사이타마시 | 우에노가쿠엔                 | 상급생의 본명의 일부                       | 테이코         |      | 1962년   | 아와시마 치히로 (淡島千尋)로 개명 딸 이라카 마야 (71) |
| 미나지 요코       | 12월 9일  | 사이타마현 사이타마시 | 우에노가쿠엔                 | 상급생의 본명의 일부                       | 테이코         |      | 1962년   | 아와시마 치히로 (淡島千尋)로 개명 딸 이라카 마야 (71) |
| 南島暎子          | 3월 18일  | 후쿠오카현            | 후지오카여학원               |                                            | 에이코         |      | 1966년   | |
| 미나시마 에이코   | 3월 18일  | 후쿠오카현            | 후지오카여학원               |                                            | 에이코         |      | 1966년   | |
| 南月一乃          | 3월 7일   | 효고현 고베시         | 모리가쿠엔                   |                                            |                |      | 1960년   | |
| 미나즈키 카즈노   | 3월 7일   | 효고현 고베시         | 모리가쿠엔                   |                                            |                |      | 1960년   | |
| 峯京子            | 11월 12일 | 도쿄도                | 카와무라중학교               | 아버지가 명명                              | 미츠짱         |      | 1961년   | 배우 |
| 미네 쿄코         | 11월 12일 | 도쿄도                | 카와무라중학교               | 아버지가 명명                              | 미츠짱         |      | 1961년   | 배우 |
| 美鳩万里子        | 10월 13일 | 도쿄도                | 오유가쿠엔여자중학교         |                                            |                |      | 1954년   | 무카이 마리코 (向井真理子)로 개명 |
| 미하토 마리코     | 10월 13일 | 도쿄도                | 오유가쿠엔여자중학교         |                                            |                |      | 1954년   | 무카이 마리코 (向井真理子)로 개명 |
| 美船京子          | 4월 30일  | 나라현                | 소우아이가쿠엔               | 부모님이 명명                              | 우메짱         |      | 1957년   | 카츠라기 히나코 (葛木比奈子)로 개명 동생 나미지 미호 (40) |
| 미후네 쿄코       | 4월 30일  | 나라현                | 소우아이가쿠엔               | 부모님이 명명                              | 우메짱         |      | 1957년   | 카츠라기 히나코 (葛木比奈子)로 개명 동생 나미지 미호 (40) |
| 宮城麗子          | 11월 19일 | 오사카부              | 야마모토고등학교             |                                            | 레이코짱       |      | 1959년   | |
| 미야기 레이코     | 11월 19일 | 오사카부              | 야마모토고등학교             |                                            | 레이코짱       |      | 1959년   | |
| 都路のぼる        | 10월 14일 | 교토부 교토시         | 헤이안여학원                 | 수도의 편백나무 무대에 오를 수 있더록      | 보-야, 타카짱  |      | 1962년   | 아빠 리츠메이칸 대학 설립자 나카가와 코쥬로 남편 조각가 나가레 마사유키                                                                                                  |
| 미야코지 노보루   | 10월 14일 | 교토부 교토시         | 헤이안여학원                 | 수도의 편백나무 무대에 오를 수 있더록      | 보-야, 타카짱  |      | 1962년   | 아빠 리츠메이칸 대학 설립자 나카가와 코쥬로 남편 조각가 나가레 마사유키                                                                                                  |
| 山路千種          | 3월 20일  | 오사카부 오사카시     | 오오테마에고등학교           | 가족이 명명                                | 신짱           |      | 1961년   | |
| 야마지 치구사     | 3월 20일  | 오사카부 오사카시     | 오오테마에고등학교           | 가족이 명명                                | 신짱           |      | 1961년   | |
| 弓月わたる        | 1월 2일   | 오사카부              | 오오타니고등학교             | 만요슈에서 오리쿠치 시노부가 명명          | 長さん         |      | 1958년   | 유즈키 마리 (弓月真理)로 개명 |
| 유즈키 와타루     | 1월 2일   | 오사카부              | 오오타니고등학교             | 만요슈에서 오리쿠치 시노부가 명명          | 長さん         |      | 1958년   | 유즈키 마리 (弓月真理)로 개명 |
| 吉月朱美          | 11월 15일 | 도쿄도                | 다이토가쿠엔                 | 시라이 테츠조가 명명                       | 마가           |      | 1962년   | |
| 요시즈키 아케미   | 11월 15일 | 도쿄도                | 다이토가쿠엔                 | 시라이 테츠조가 명명                       | 마가           |      | 1962년   | |
| 若鮎のぼる        | 3월 8일   | 쿠마모토현 야츠시로시 | 야츠시로시라유리고등학교     | 본가가 은어 도매상이기 때문에 부청이 명명  | 토모짱         |      | 1958년   | |
| 와카아유 노보루   | 3월 8일   | 쿠마모토현 야츠시로시 | 야츠시로시라유리고등학교     | 본가가 은어 도매상이기 때문에 부청이 명명  | 토모짱         |      | 1958년   | |
| 若草恵津子        | 1월 19일  | 오사카부오사카시      | 오오토리고등학교             | 나라・와카쿠사산에서 따옴                  | 엣짱           |      | 1960년   | |
| 와카쿠사 에츠코   | 1월 19일  | 오사카부오사카시      | 오오토리고등학교             | 나라・와카쿠사산에서 따옴                  | 엣짱           |      | 1960년   | |
| 若山みどり        | 6월 10일  | 도쿄도                | 도쿄여자학원                 |                                            | 킷코           |      | 1972년   | 와카야마 카즈미 (若山かずみ)로 개명 |
| 와카야마 미도리   | 6월 10일  | 도쿄도                | 도쿄여자학원                 |                                            | 킷코           |      | 1972년   | 와카야마 카즈미 (若山かずみ)로 개명 |